# Agrilus caepa
Agrilus caepa é uma espécie de inseto do género Agrilus, família Buprestidae, ordem Coleoptera.
Foi descrita cientificamente por Curletti & Dutto, 1999.